# Abreu e Lima
Abreu e Lima es un municipio brasileño del estado de Pernambuco. Está ubicado a 19 km de la capital estatal, Recife, y tiene una población estimada al 2020 de 100.346 habitantes según el IBGE.

## Historia

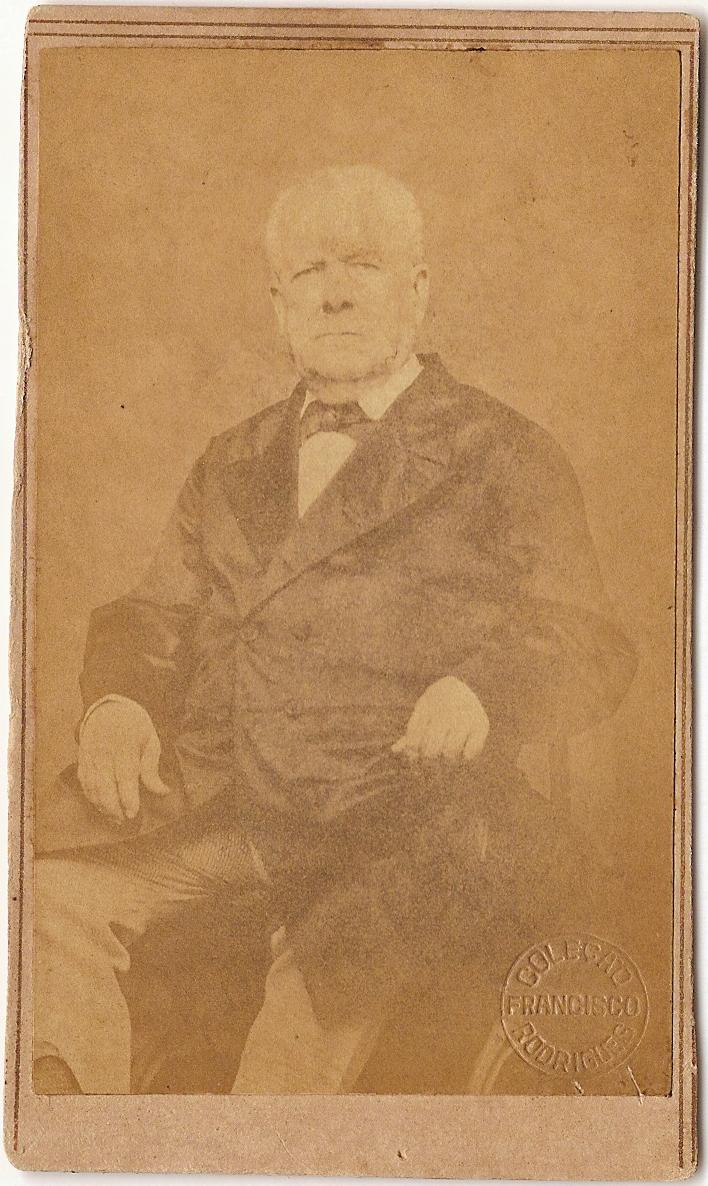
José Inácio de Abreu e Lima, notable político, escritor, periodista y general, el "Inácio pernambucano".

Abreu e Lima fue separado del municipio de Paulista el 14 de mayo de 1982, a través de la ley Estatal nº 8.950.
El área donde el municipio está localizado, comenzó en ser poblado por Duarte Coelho, concesionario de la capitanía de Pernambuco, cuando dividió la capitanía en el año 1535. En 1548, el principal comerciante de Pernambuco, Vasco Fernandes fundó el Molino Jaguaribe dando inicio al poblado que dio origen al municipio. 
Por la Ley Estatal n° 421, el 31 de diciembre de 1948, el distrito de Maricota recibió el topónimo de Abreu e Lima en homenaje a José Inácio de Abreu e Lima, notable político, escritor, periodista y general, el "Inácio pernambucano", que estuvo 14 años al lado de Simón Bolívar, uno de los héroes de la independencia de Venezuela. 
En las tierras del municipio, en la época poblado de Maricota, el 10 de noviembre de 1848 sucedió la primera batalla de la Revolución Praieira, que había sido desatada 3 días antes en la ciudad de Olinda.
El distrito fue creado por el Decreto de ley Estatal n.° 235, el 9 de diciembre de 1938, perteneciendo al municipio de Paulista, la población obtuvo el nombre de una señora, doña Maricota, muy bien relacionada entre los habitantes locales y propietaria de un establecimiento de servicio de comidas. Durante años el poblado fue un lugar acogedor, principalmente para hombres de negocios que allí paraban para comer o dormir.
El municipio fue emancipado en 1982, a través del voto popular por un plebiscito realizado el día 9 de mayo de aquel año, después de 400 años de dominio político y administrativo de Igarassu, y otros 47 subordinados a la ciudad de Paulista, se tornó realidad el día 14 de mayo de 1982 después de la firma del decreto que también emancipaba los distritos de Itapissuma y Camaragibe.
La Ley Estatal n° 4.993, del 20 de diciembre de 1963, elevó el distrito a la categoría de municipio, el cual fue extinto en 27 de agosto de 1964 por el Acuerdo del Tribunal de Justicia, n° 56.889. El 14 de mayo de 1982 la Ley Estatal n° 8.950 elevó nuevamente Abreu e Lima a la categoría de municipio, separandolo de Paulista, con sede en el antiguo distrito, instalado el 31 de marzo de 1983.
El municipio posee un sitio arqueológico de las ruinas de la Iglesia de San Bento, en el molino Jaguaribe. En el molino Utinga se afirma haberse escondido Frei Caneca el 16 y 17 de septiembre, cuando por la derrota en la revuelta conocida como Confederación del Equador en 1824 en Pernambuco. Hoy estudios arqueológicos están siendo realizados en el lugar, y se encontraron vestígios de un pasaje de los holandeses en las tierras de Pernambuco, en la ciudad de Abreu e Lima.